# Rhipidarctia
Rhipidarctia is een geslacht van vlinders van de familie spinneruilen (Erebidae), uit de onderfamilie Arctiinae.

## Soorten
- R. auroa Kiriakoff, 1957
- R. aurora Kiriakoff, 1957
- R. cinctella (Kiriakoff, 1953)
- R. conradti (Oberthür, 1911)
- R. cornelia Kiriakoff, 1957
- R. crameri Kiriakoff, 1961
- R. danieli Kiriakoff, 1955
- R. flaviceps (Hampson, 1898)
- R. forsteri (Kiriakoff, 1953)
- R. invaria (Walker, 1856)
- R. lutea (Holland, 1893)
- R. miniata Kiriakoff, 1957
- R. pareclecta (Holland, 1893)
- R. postrosea (Rothschild, 1913)
- R. punctulata Kiriakoff, 1963
- R. rhodosoma Kiriakoff, 1957
- R. rhodospila Kiriakoff, 1957

- R. rubrosuffusa Kiriakoff, 1953
- R. rubrovitta (Aurivillius, 1904)
- R. saturata Kiriakoff, 1957
- R. silacea (Plötz, 1880)
- R. strenua Kiriakoff, 1957
- R. subminiata Kiriakoff, 1959
- R. syntomia (Plötz, 1880)
- R. unicolor Kiriakoff, 1957
- R. xenops (Kiriakoff, 1957)